# Talismania filamentosa
Talismania filamentosa är en fiskart som beskrevs av Okamura och Kawanishi, 1984. Talismania filamentosa ingår i släktet Talismania och familjen Alepocephalidae. Inga underarter finns listade i Catalogue of Life.